# Mick Vukota
Mick Vukota (né le 14 septembre 1966 à Saskatoon dans la province de Saskatchewan au Canada) est un joueur professionnel canadien de hockey sur glace. Il évoluait au poste d'ailier droit.

## Biographie
Il a joué au niveau junior dans la LHOu pour les Warriors de Winnipeg puis les Wings de Kelowna, qui deviendront les Chiefs de Spokane. À sa dernière saison chez les juniors, il est le joueur le plus pénalisé de la ligue avec 337 minutes de pénalité dues à ses nombreux combats avec les autres joueurs,.
Le 2 mars 1987, il signe comme agent avec les Islanders de New York dans la LNH. À sa première saison professionnelle, majoritairement passée dans la LAH avec le club-école des Islanders, il joue 17 matchs avec les Islanders et récolte pas moins de 82 minutes de pénalité. Après avoir joué 48 matchs la saison suivante, il joue sa première saison complète avec les Islanders en 1989-1990. Bien qu'il ne soit pas un joueur offensif, de ses 17 buts marqués en carrière, il marque le 20 octobre 1989 un tour du chapeau face aux Capitals de Washington.
Le robuste attaquant passe 10 saisons avec les Islanders avant de rejoindre le Lightning de Tampa Bay via le ballotage en 1997. Après 42 matchs avec le Lightning, il est échangé durant la saison aux Canadiens de Montréal avec Patrick Poulin et Igor Oulanov contre Stéphane Richer, Darcy Tucker et David Wilkie.
Il joue ses deux dernières saisons professionnelles dans la LIH avec les Grizzlies de l'Utah avant de se retirer.

## Statistiques

### En club
| Saison     | Équipe                          | Ligue      |     | Saison régulière | Saison régulière | Saison régulière | Saison régulière | Saison régulière |   | Séries éliminatoires | Séries éliminatoires | Séries éliminatoires | Séries éliminatoires | Séries éliminatoires |
| Saison     | Équipe                          | Ligue      | PJ  | B                | A                | Pts              | Pun              | PJ               | B | A                    | Pts                  | Pun                  |                      |                      |
| 1983-1984  | North Stars de North Battleford | SJHL       | 52  | 9                | 16               | 25               | -                | -                | - | -                    | -                    | -                    |                      |                      |
| 1983-1984  | Warriors de Winnipeg            | LHOu       | 3   | 1                | 1                | 2                | 10               | -                | - | -                    | -                    | -                    |                      |                      |
| 1984-1985  | Wings de Kelowna                | LHOu       | 66  | 10               | 6                | 16               | 247              | 6                | 0 | 0                    | 0                    | 56                   |                      |                      |
| 1985-1986  | Chiefs de Spokane               | LHOu       | 64  | 19               | 14               | 33               | 369              | 9                | 6 | 4                    | 10                   | 68                   |                      |                      |
| 1986-1987  | Chiefs de Spokane               | LHOu       | 61  | 25               | 28               | 53               | 337              | 4                | 0 | 0                    | 0                    | 40                   |                      |                      |
| 1987-1988  | Indians de Springfield          | LAH        | 52  | 7                | 9                | 16               | 372              | -                | - | -                    | -                    | -                    |                      |                      |
| 1987-1988  | Islanders de New York           | LNH        | 17  | 1                | 0                | 1                | 82               | 2                | 0 | 0                    | 0                    | 23                   |                      |                      |
| 1988-1989  | Islanders de New York           | LNH        | 48  | 2                | 2                | 4                | 237              | -                | - | -                    | -                    | -                    |                      |                      |
| 1988-1989  | Indians de Springfield          | LAH        | 3   | 1                | 0                | 1                | 33               | -                | - | -                    | -                    | -                    |                      |                      |
| 1989-1990  | Islanders de New York           | LNH        | 76  | 4                | 8                | 12               | 290              | 1                | 0 | 0                    | 0                    | 17                   |                      |                      |
| 1990-1991  | Islanders de Capital District   | LAH        | 2   | 0                | 0                | 0                | 9                | -                | - | -                    | -                    | -                    |                      |                      |
| 1990-1991  | Islanders de New York           | LNH        | 60  | 2                | 4                | 6                | 238              | -                | - | -                    | -                    | -                    |                      |                      |
| 1991-1992  | Islanders de New York           | LNH        | 74  | 0                | 6                | 6                | 293              | -                | - | -                    | -                    | -                    |                      |                      |
| 1992-1993  | Islanders de New York           | LNH        | 74  | 2                | 5                | 7                | 216              | 15               | 0 | 0                    | 0                    | 16                   |                      |                      |
| 1993-1994  | Islanders de New York           | LNH        | 72  | 3                | 1                | 4                | 237              | 4                | 0 | 0                    | 0                    | 17                   |                      |                      |
| 1994-1995  | Islanders de New York           | LNH        | 39  | 0                | 2                | 2                | 109              | -                | - | -                    | -                    | -                    |                      |                      |
| 1995-1996  | Islanders de New York           | LNH        | 32  | 1                | 1                | 2                | 106              | -                | - | -                    | -                    | -                    |                      |                      |
| 1996-1997  | Islanders de New York           | LNH        | 17  | 1                | 0                | 1                | 71               | -                | - | -                    | -                    | -                    |                      |                      |
| 1996-1997  | Grizzlies de l'Utah             | LIH        | 43  | 11               | 11               | 22               | 185              | 7                | 1 | 2                    | 3                    | 20                   |                      |                      |
| 1997-1998  | Lightning de Tampa Bay          | LNH        | 42  | 1                | 0                | 1                | 116              | -                | - | -                    | -                    | -                    |                      |                      |
| 1997-1998  | Canadiens de Montréal           | LNH        | 22  | 0                | 0                | 0                | 76               | 1                | 0 | 0                    | 0                    | 0                    |                      |                      |
| 1998-1999  | Grizzlies de l'Utah             | LIH        | 48  | 8                | 7                | 15               | 226              | -                | - | -                    | -                    | -                    |                      |                      |
| 1999-2000  | Grizzlies de l'Utah             | LIH        | 71  | 6                | 15               | 21               | 249              | 4                | 0 | 0                    | 0                    | 2                    |                      |                      |
| 2011-2012  | Bluefins de Cape Cod            | FHL        | 1   | 0                | 0                | 0                | 4                | -                | - | -                    | -                    | -                    |                      |                      |
| Totaux LNH | Totaux LNH                      | Totaux LNH | 573 | 17               | 29               | 46               | 2 071            | 23               | 0 | 0                    | 0                    | 73                   |                      |                      |